# شهرستان اوویورسکی
شهرستان اوویورسکی (به لاتین: Ovyursky District) یک شهرستان در روسیه است که در تووا واقع شده‌است.